# خط میسون-دیکسون

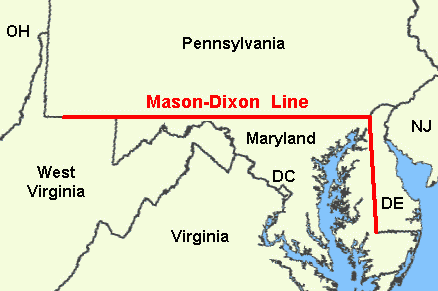
نقشه خط میسون-دیکسون اصلی

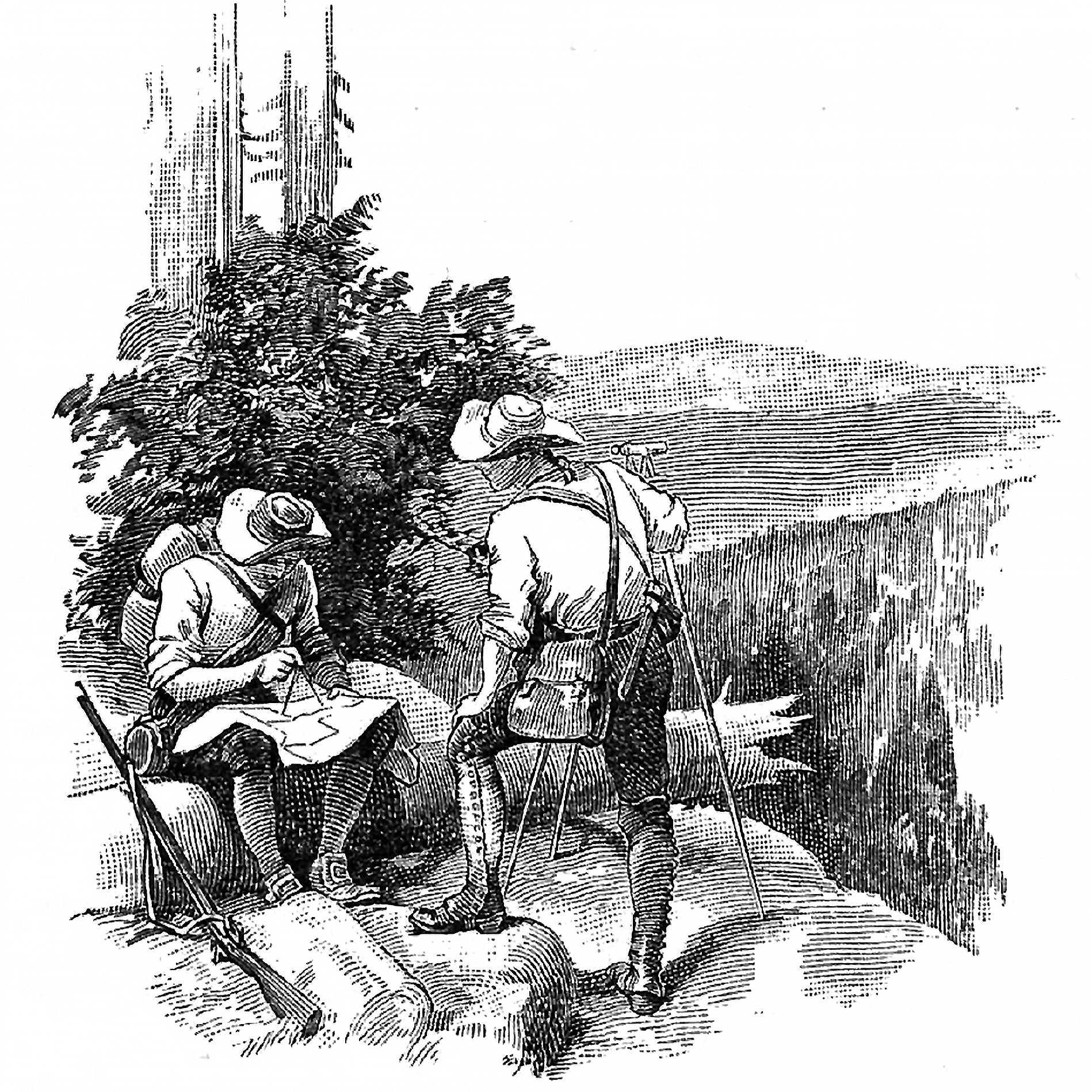
تصویر خیالی از چارلز میسون و ارمیا دیکسون در حال نقشه‌برداری

خط میسون-دیکسون (انگلیسی: Mason–Dixon line) یک خط جداسازی است که مرز میان چهار ایالت آمریکا شامل پنسیلوانیا، مریلند، دلاور و ویرجینیای غربی (که تا سال ۱۸۶۳ جزئی از ویرجینیا بود) را مشخص می‌کند. به صورت تاریخی این خط جداکننده شمال و جنوب ایالات متحده در نظر گرفته می‌شود. نقشه‌برداری این خط میان سال‌های ۱۷۶۳ تا ۱۷۶۷ در نتیجه اختلافات مرزی میان مریلند، پنسیلوانیا و دلاور در مستعمره آمریکا توسط چارلز میسون و ارمیا دیکسون انجام گرفت. ریشه این اختلافات به یک قرن پیش و واگذاری گیج‌کننده مستعمره اختصاصی به لرد بالتیمور توسط چارلز یکم و توسط چارلز دوم انگلستان به ویلیام پن بازمی‌گشت.
خط میسون-دیکسون را غالباً به عنوان جداکننده میان ایالات برده‌دار و ایالات آزاد در نظر می‌گیرند. این تلقی در دهه ۱۸۲۰ طی مصالحه میسوری هنگامی که مسئله ترسیم مرز میان ایالت‌های آزاد و برده‌دار جدی شده بود رایج گشت و در جریان جنگ داخلی آمریکا هنگامی که ایالت‌های مرزی وارد ماجرا شدند دوباره مطرح شد. ایالات مؤتلفه آمریکا ادعا داشت که بخش ویرجینیا این خط قسمتی از مرزهای شمالی آن است هرچند که هیچگاه تسلط خاصی بر آن نداشت، به خصوص که ویرجینیای غربی در سال ۱۸۶۳ از ویرجینیا جدا شد و به عنوان یک ایالت مستقل به ایالات متحده پیوست. این خط فرضی امروزه همچنان به عنوان نقطه جدایی شمال و جنوب ایالات متحده آمریکا از نظر فرهنگی، سیاسی و اجتماعی در نظر گرفته می‌شود.